# Megachile valdezi
Megachile valdezi är en biart som beskrevs av Cockerell 1916. Megachile valdezi ingår i släktet tapetserarbin, och familjen buksamlarbin. Inga underarter finns listade i Catalogue of Life.